# 黃修璟
黃 修璟（ファン・スギョン、ハングル表記：황수경、1970年11月30日 - ）は、かつて大韓民国の韓国放送公社（KBS）に所属していたアナウンサー。

## 学歴
- 1989年、瑞文女子高等学校（朝鮮語版） 卒業
- 1993年、梨花女子大学校 仏語仏文学科 学士

## 経歴
- 1993年 - 2015年 19期 KBS 公開採用のアナウンサー

## 担当番組

### 過去
テレビ